# Тетраграмматон
- финикийском языке (XI в. до н. э. — 150 г. до н. э.);
- палеоеврейским письмом (X в. до н. э. — 135 г. н. э.);
- еврейским квадратным письмом (X в. до н. э. — настоящее время)

Тетраграмматон на
- финикийском языке (XI в. до н. э. — 150 г. до н. э.);
- палеоеврейским письмом (X в. до н. э. — 135 г. н. э.);
- еврейским квадратным письмом (X в. до н. э. — настоящее время)

Тетраграммато́н (греч. τετραγράμματον — «слово из четырёх букв», от τετρα — «четыре» и γράμμα — «буква») — принятое в науке наименование запрещённого к произношению имени Бога Израиля, которое обозначено в еврейской Библии четырьмя согласными буквами: йуд, хе, вав, хе (יהוה‬). Произношение — Яхве. Согласно Ветхому Завету, смысл имени был открыт Богом Моисею при горе Хорив — «Я есмь Сущий» (Исх. 3:14).
Традиция не произносить имя Яхве вслух как при богослужении, так и в обыденной жизни появилась с периода персидского владычества над Иудеей в VI—IV веках до н. э. Заменой стали выражения Господь (Адонай — букв. «мой Господь», в Септуагинте передан кюриос) или «Имя» (Ха-Шем). В дальнейшем правильное произношение этого имени было постепенно утрачено.
С Раннего Средневековья в еврейской Библии используется система обозначающих гласные звуки текстовых знаков, разработанная масоретами Тверии. Масореты сделали огласовку тетраграмматона как в слове Адонай, которым принято заменять запретное имя Бога при чтении и произнесении, в результате чего под первой согласной (йуд) было помещено краткое «е» (шва) — יְהוָֹה‬. При буквальном прочтении получившейся комбинации возникло слово Иегова.
Транскрипция тетраграмматона как Яхве является общепринятой научной реконструкцией, основанной на ряде транскрипций, которые встречаются в греческих текстах: Иао, Иаове (Иаоваи). Тетраграмматон входит в двусоставные иудейские имена в полной форме Йехо́- (יהו‎) — Йехо́сеф, Йехо́шуа, Йехо́ханан; и краткой Йо́- (יו‎) — Ио́сиф, Ио́шуа, Ио́ханан, в частности в имя Йехошуа (יהושע‎), или Йешуа — Иисус.

## Произношение
Уильям Смит в своём «Библейском словаре» 1863 года подводит итог сложившейся к тому времени полемики между сторонниками и противниками произношения Jehovah. Отмечая, что исходная огласовка была утрачена, Смит считает маловероятным, что имя Бога в древности произносили как Jehovah, однако продолжает пользоваться этим вариантом из-за его большей узнаваемости в англоязычной среде. Анализируя другие огласовки, как наиболее близкое к древнему оригиналу Смит оценивает произношение Yahăveh. Этот вариант похож на Яхве гласными, а на Иегова — количеством слогов.
Теолог Джордж У. Бьюкенен согласен с тем, что огласовка должна быть трёхслоговой. По его мнению, Yehowah является корректным произношением тетраграмматона. Это ясно, считает исследователь, из произношения личных имён Ветхого Завета, поэзии, арамейских документов V века н. э., а также греческих переводов имени Бога в Свитках Мёртвого моря и у отцов Церкви.
Археологи Джеффри Спир и Рой Котански высказывают мнение, что хотя большинство учёных считает произношение Jehovah поздней (около 1100 н. э.) гибридной формой, полученной путём комбинирования согласных тетраграмматона и гласных слова Адонай, многие семитские и греческие тексты по магии указывают на то, что возникновение обоих вариантов написания имени Бога — как Yehovah, так и Yahweh — относится к более ранним периодам истории.
Известный антиковед и востоковед И. Ш. Шифман писал:

Когда в середине I тысячелетия н. э. хранители иудейской ветхозаветной традиции изобрели специальные знаки для обозначения гласных, они к согласным имени Яхве присоединили гласные от слова Адонай. Тем самым они сигнализировали, что следует читать не Яхве, но Адонай. В результате получилось никогда в действительности не существовавшее и не читавшееся Иехова (в традиционном написании: Иегова).

Историк и лингвист И. М. Дьяконов поддерживает версию, что произношение древнееврейского имени божества Jhwh как Иегова — ошибочно, и возникло в результате условной огласовки масоретами тетраграмматона, как iəhoua, а предположительно правильным произношением является iahua, то есть Яхве.

## Значение
Дискуссионно значение имени. Ветхий Завет выводит его из западносемитского глагола hjh «быть/находиться» (ср.: Исх. 3:14) — Бог — либо «тот, кто есть, существует» (в породе каль, ср. Септуагинта: hoon «сущий»), либо «дающий жизнь, бытие» (в каузативной породе хифиль).
Объяснение имени, данное в Исх. 3:14 (эхие-ашер-эхие — «Я есмь Тот, Кто есмь»), является примером народной этимологии, которая характерна в целом для библейской системы объяснения имён собственных. Однако исследователи согласны, что это имя произошло от корня היה‎ («быть»). В современном библиоведении принято толковать имя Яхве как «Тот, Кто заставляет быть» или «Тот, Кто является причиной бытия».
Широко распространено объяснение Яхве на основе арабской этимологии (в связи одним из значений корня hwj — «дуть, веять»), раскрывающей образ Яхве как владыки ветра и как громовержца, наподобие бога Ваала-Хадада. Культ бога с именем Яхве, кроме древних евреев имел место и у других западносемитских народов.

## Иудаизм

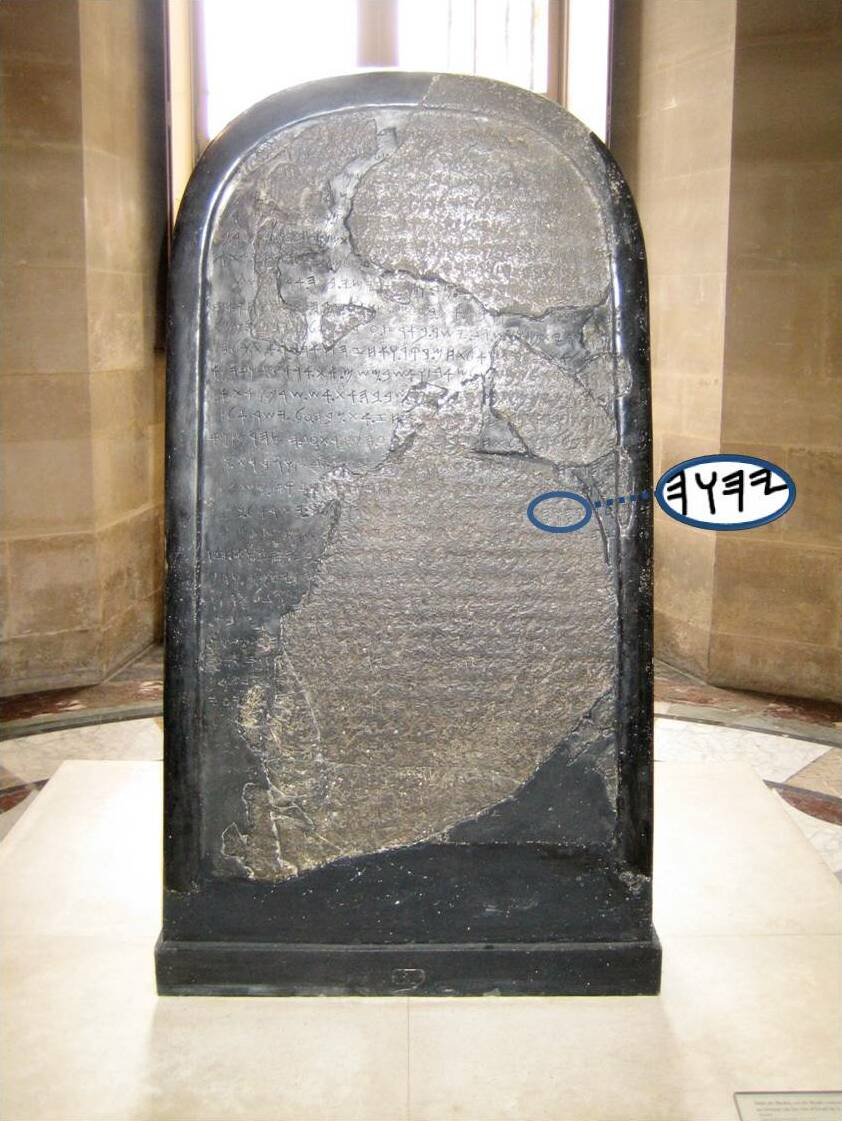
Тетраграмматон (Яхве), записанный палеоеврейским письмом, на стеле Меша, около 840 года до н. э.

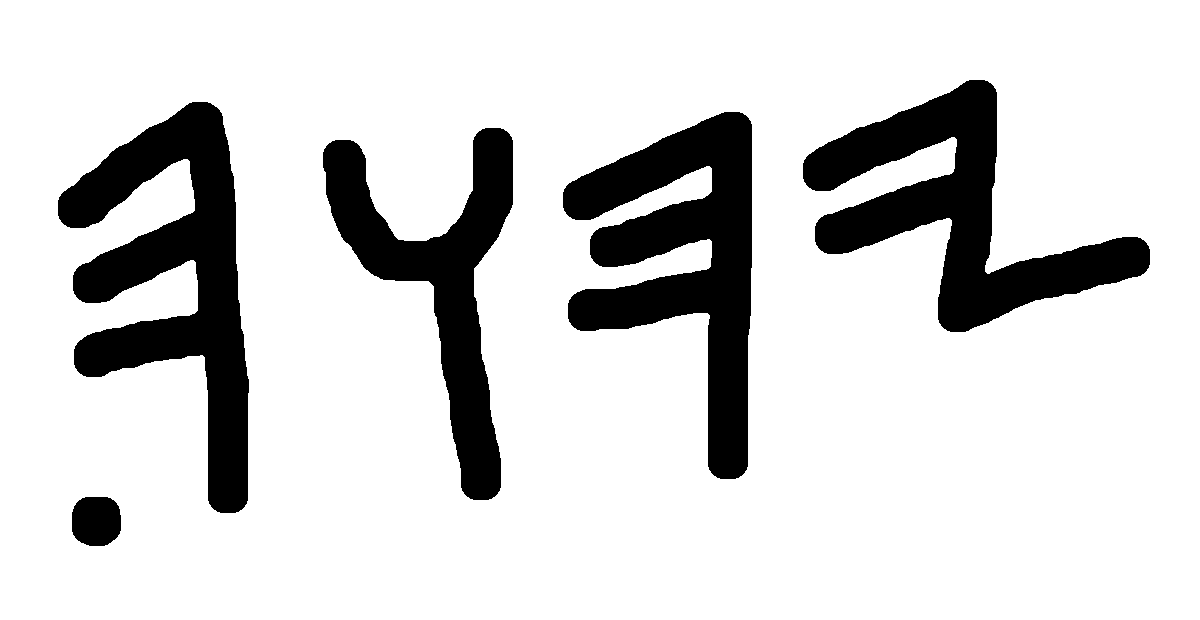
Прорисовка тетраграмматона на стеле Меша

По свидетельству Лахишских письмён, по меньшей мере вплоть до разрушения Первого иерусалимского храма в 586 году до н. э. это имя Бога произносили вслух в соответствующей огласовке. Однако по свидетельству Септуагинты, где имя Яхве заменяет греческое Кюриос (Господь), по крайней мере с III века до н. э., в период, когда был начат перевод еврейской Библии на греческий язык, это имя перестали говорить вслух, заменив на Адонай (на иврите — Господь) или, в случаях, когда Адонай предшествует יהוה‬, Элохим.
В Раннее Средневековье, когда к консонантному, то есть не имеющему гласных, тексту Библии были добавлены огласовочные знаки для облегчения правильного чтения, слово יהוה‬ огласовали гласными «о» и «а» по примеру огласовок имени Адонай или «о» и «и» — по примеру Элохим в тех случаях, когда Адонай предшествует יהוה‬. Так появилось распространённое в христианстве имя Jehova (Иегова). Но по свидетельствам некоторых ранних христианских писателей, которые писали на греческом, имя יהוה‬ произносили как Яхве. Это подтверждает, по меньшей мере, для гласной первого слога, существование сокращённой формы יָה‬ — Ях (например, Исх. 15:2) и яху или ях, которая встречается в конечном слоге большого числа еврейских личных имён.
Чтобы не произносить даже священное имя Адонай вместо Яхве, вошло в обычай произненесние на иврите Ха-Шем или на арамейском языке Шма («Имя»). Запрет произнесения вслух имени Яхве принято объяснять почтением к Божьему имени. Основой для этого запрета послужило расширительное толкование третьей заповеди (Исх. 20:7; Втор. 5:11), которая возбраняет произносить имя Бога всуе, хотя по прямому смыслу эта заповедь запрещает ложно клясться именем Бога.
По теории четырёх источников, которые лежат в основе Пятикнижия, в источниках, условно обозначенные латинскими буквами E (Элохист) и P (жреческий), не упоминалось имя Яхве, пока сам Бог не открыл его Моисею (Исх. 3:13, 6:2, 3), тогда как источник J (Яхвист) использовал это имя, начиная с Быт. 2:44, подразумевая, что оно такое же древнее, как история Авраама.
Талмуд содержит указания переписчикам еврейской Библии, как необходимо записывать имя Бога. Так, не разрешён перенос части имени на следующую строку; возбраняется выделение имени Бога золотыми или серебряными буквами, что противоположно христианским рукописям, где имя Иисуса часто выделяли именно так.

## Толкование в каббале

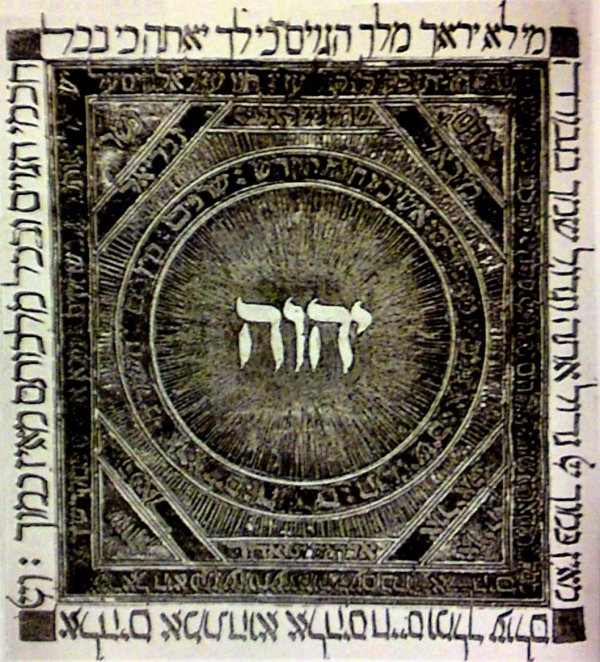
Тетраграмматон

В каббале тетраграмматон раскрывается как одно из десяти священных свойств Всевышнего Творца, которые приводятся в Торе (Зогар, Ваикра п. 156—177), которое с огласовкой Элохим соответствует сфире бина, а с огласовкой шва-холам-камац — сфире тиферет.
Согласно Книге Зогар, в момент грехопадения произошло отделение последней буквы хей божественного свойства от остальных трёх его букв. Буквы тетраграмматона, содержащие все эманированные миры, никогда не соединяются вместе в период изгнания.
Это имя Создающего всё сущее, включающее в себя все виды форм, существующих в мире (точка, линия, плоскость, куб), где точка и линия — это йуд и вав, а две буквы хей — это плоскость и трёхмерная фигура. Последняя буква хей — это раскрытие первой буквы хей, только в более материальном, то есть в форме, занимающей место, тогда как три предшествующие формы совершенно не занимают места.

## Христианство

### Православие
В богословии Православной церкви, имя יהוה указывает на неименуемую сущность Бога; равно относится к каждому Лицу Святой Троицы, а имя Иисуса Христа не уступает по силе и святости.
Синодальный перевод Библии Ветхого Завета на русский язык, в Исх. 3:14 и Ос. 12:5, переводит это имя — «Я есмь Сущий», «Сущий», приблизительно в девяти случаях (в зависимости от издания, в скобках, сноски) произношением — Иегова, в остальных заменяется словом «Господь».

### Католицизм
Согласно Катехизису Католической церкви, имя יהוה таинственно, так как Бог есть тайна. Вместе с тем Иисус, отдавая жизнь ради избавления человечества от греха, открывает, что Он Сам носит имя Божие: «Когда вознесёте Сына Человеческого, тогда узнаете, что это Я» («что „Я есмь“») (Ин. 8:28).

### Свидетели Иеговы
Свидетели Иеговы, в своей энциклопедии «Понимание Писания» указывают, что до наших дней не дошло информации о точном произношении этого имени, хотя наиболее авторитетной версией звучания тетраграмматона является Яхве, до сих пор — это только теория. Однако, в русском языке есть слово, прочно ассоциируемое с этим именем — Иегова. О появлении имени Иегова в «Понимание Писания» говорится следующее: «Знаки огласовки в Ленинградском кодексе B 19A (XI в. н. э.) предписывают читать тетраграмматон как Йехва́, Йехви́ и Йехова́. Последний вариант прочтения Божьего имени, Йехова́, предполагается и огласовкой, содержащейся в масоретском тексте под редакцией Гинсбурга. Поскольку то, как произносилось имя Бога, с точностью установить невозможно, очевидно, нет причин отказываться от широко известного варианта „Иегова“ в пользу какого-то иного. Если же было бы решено произвести замену, то ради последовательности понадобилось бы поменять написание и произношение множества других имен, встречающихся в Библии. Так, пришлось бы заменить „Иеремия“ на Йирмейа́, „Исаия“ на Йешайа́ху, а „Иисус“ либо на Йехошу́а (евр. вариант), либо на Иесу́с (греч. вариант). Слова нужны для передачи мыслей; в русском языке имя Иегова указывает на истинного Бога и сегодня выполняет эту функцию лучше любой предлагаемой замены».

## Статистика использования в Танахе
В Танахе тетраграмматон встречается 6828 раз, как видно из Biblia Hebraica и Biblia Hebraica Stuttgartensia. Кроме того, на полях есть заметки, что в 134 местах софер («еврейский книжник») изменил исходный текст на иврите от YHWH до Адонай и в 8 местах до Элохим, которые добавят 142 появления к исходному числу выше.
Ниже приведено число вхождений тетраграмматон в различные книги в Масоретском тексте.
- Ge = Бытие
- Ex = Исход
- Le = Левит
- Nu = Числа
- De = Второзаконие
- Jos = Иисуса Навина
- Jg = Судей Израилевых
- Ru = Руфь
- 1 Sa = 1-я Царств
- 2 Sa = 2-я Царств
- 1 Ki = 3-я Царств
- 2 Ki = 4-я Царств
- 1Ch = 1-я Паралипоменон
- 2Ch = 2-я Паралипоменон
- Ezr = Ездры
- Ne = Неемии
- Es = Есфирь
- Job = Иова
- Ps = Псалтирь
- Pr = Притчей Соломоновых
- Ec = Екклесиаст
- Ca = Песни Песней
- Isa = Пр. Исайи
- Jer = Пр. Иеремии
- La = Плач Иеремии
- Eze = Пр. Иезекииля
- Da = Пр. Даниила
- Ho = Пр. Осии
- Joe = Пр. Иоиля
- Am = Пр. Амоса
- Ob = Пр. Авдия
- Jon = Пр. Ионы
- Mic = Пр. Михея
- Na = Пр. Наума
- Hab = Пр. Аввакума
- Zep = Пр. Софонии
- Hag = Пр. Аггея
- Zec = Пр. Захарии
- Mal = Пр. Малахии

## В личных именах
Некоторые личные имена, встречающиеся в Библии, являются сложносоставными теофорными и содержат фрагмент тетраграмматона в начале или в конце слова. Каждое такое имя представляет собой короткую фразу, в которой дававший имя (например, один из родителей новорождённого) выражал Богу благодарность, связывал с Богом какие-то ожидания или восхвалял его. Так, имя Нетаньяху (נתניהו‎), означающее «Иегова дал», состоит из глагола natan («дал») и трёх первых согласных тетраграмматона YHW, произносимых в конце имени как два слога йа·ху.
Польско-британский специалист по ивриту и масоретским текстам Давид Кристиан Гинзбург в своей книге Introduction of the Massoretico-critical edition of the Hebrew Bible приводит 18 личных библейских имён, которые в начале содержат трёхбуквенный фрагмент тетраграмматона. Наиболее значимые из этих имён перечислены в таблице:
| Номер Стронга | Исходное имя       | Сокращённое     | Славянские адаптации | Значение            |
| ------------- | ------------------ | --------------- | -------------------- | ------------------- |
| 3059          | Йехоахаз (יהואחז)  | Йоахаз (יואחז)  | Иоахаз               | Иегова хранит       |
| 3060          | Йехоаш (יהואש)     | Йоаш (יואש)     | Иоас                 | Иегова наградил     |
| 3076          | Йехоханан (יהוחנן) | Йоханан (יוחנן) | Иоанн, Иван          | Иегова милостивый   |
| 3077          | Йехояда (יהוידע)   | Йояда (יוידע)   | Иодай                | Иегова знает        |
| 3078          | Йехоякин (יהויכין) | Йоякин (יויכין) | Иехония              | Иегова поддержит    |
| 3079          | Йехояким (יהויקים) | Йояким (יויקים) | Иоаким, Аким         | Иегова утвердит     |
| 3082          | Йехонадаб (יהונדב) | Йонадаб (יונדב) | Ионадав              | Иегова великодушный |
| 3083          | Йехонатан (יהונתן) | Йонатан (יונתן) | Ионафан              | Иегова подарил      |
| 3084          | Йехосеф (יהוסף)    | Йосеф (יוסף)    | Иосиф, Осип          | Иегова прибавит     |
| 3088          | Йехорам (יהורם)    | Йорам (יורם)    | Иорам                | Иегова возвышенный  |
| 3091          | Йехошуа (יהושע)    | Йешу (ישוע)     | Иисус                | Иегова спасает      |
| 3092          | Йехошафат (יהושפט) | Йошафат (יושפט) | Иосафат              | Иегова рассудил     |

В отношении произношения этих имён Гинзбург отмечает, что из-за их вербального сходства с тетраграмматоном, у слушателя могло возникнуть впечатление, будто бы чтец, начиная говорить йе-хо, собирается произнести не имя человека, а «непроизносимое» имя Бога. В результате, по мнению исследователя, чтобы нарушить это сходство, которое с точки зрения иудаизма является нежелательным, некоторые переписчики стали использовать сокращённые формы таких имён вместо полных, опуская вторую согласную (см. третью колонку таблицы).

## В культуре
- В фантастическом романе Андрея Лазарчука и Михаила Успенского «Посмотри в глаза чудовищ» неоднократно упоминается загадка тетраграмматона.
- Рассказ Виктора Пелевина «ГКЧП как тетраграмматон».
- Роман Виктора Пелевина «Чапаев и Пустота».
- Песня американской группы The Mars Volta — Tetragrammaton.
- В романе Густава Майринка раввин оживил человека из глины — Голема, засунув ему в зубы тетраграмматон.
- В композиции Bruno Filizola (более известного под творческим псевдонимом Astrancer) — Tetragrammaton.
- В игре Assassin’s Creed: Brotherhood Тетраграмматон является кодом к тайнику, где хранится Яблоко Эдема.
- Тетраграмматон присутствует на обложке альбома Somewhere in Time рок-группы Iron Maiden.
- В фильме «Эквилибриум» режиссёра Курта Уиммера название «Тетраграмматон» носит организация, правящая обществом вымышленного государства будущего — Либрии.
- В песне Quasar американской альтернативной рок-группы The Smashing Pumpkins.
- Tetragrammaton Records — американская фирма грамзаписи. В частности одноимённый альбом рок-группы Deep Purple, известный под названием April, издавался в США на этом лейбле.